# Leporinus amazonicus
Leporinus amazonicus is een straalvinnige vissensoort uit de familie van de kopstaanders (Anostomidae). De wetenschappelijke naam van de soort is voor het eerst geldig gepubliceerd in 2008 door Santos & Zuanon.